# Hinu
Hinu – wieś w Estonii, w prowincji Võru, w gminie Rõuge.